# Station Dampicourt
Station Dampicourt is een voormalige spoorweghalte aan spoorlijn 155 in Dampicourt, een deelgemeente van de Belgische gemeente Rouvroy. De halte werd op 1 april 1889 geopend en op 1 oktober 1890 reeds gesloten.
0,0: Marbehan ·
3,1: Villers-sur-Semois ·
6,1: Sainte-Marie ·
11,4: Croix-Rouge ·
13,5: Buzenol ·
19,5: Ethe ·
21,2: Belmont ·
22,6: Pierrard-École ·
23,9: Virton-Ville ·
25,5: Virton ·
27,5: Dampicourt ·
31,2: Lamorteau